# Shownu (cantor)
Son Hyun-Woo (em coreano: 손현우; nascido em 18 de junho de 1992) mais conhecido por seu nome artístico Shownu (em coreano: 셔누), é um cantor, dançarino e coreógrafo sul-coreano. Ele é líder e dançarino principal do boy group sul-coreano MONSTA X.

## Biografia
Shownu nasceu em 18 de junho de 1992 em Seoul, Coreia do Sul. Durante a juventude, seu interesse era natação, um esporte no qual chegou a ganhar muitas medalhas antes de se interessar pela dança. Por coincidência, ele estava em um acampamento de natação quando viu um MV do cantor Rain pela primeira vez e ficou inspirado a seguir a mesma carreira que ele.
Ele foi trainee da JYP Entertainment - a mesma empresa de Rain - por 2 anos, num período entre 2009 (audição) e 2012 (JJ Project). Durante esse tempo, ele treinou com JB e Jinyoung, ambos atualmente membros do GOT7. Há rumores de que os três fariam sua estreia no mesmo grupo, mas Shownu acabou deixando a empresa quando os outros dois estrearam como o duo JJ Project (2012).
Em 2013, Shownu reapareceu atuando no MV 'Talk to My Face' do grupo D-UNIT. Ele também foi dançarino freelancer e trabalhou com Lee Hyori durante toda sua promoção do single Bad Girls. Em 2014, já na Starship, ele fez parte do grupo pré debut "Nuboyz", que só lançou uma mixtape e fez performances em alguns eventos de Hip-Hop antes de serem colocados no reality show "NO.MERCY".
O programa teve a gravação de seu último episódio no dia 1° de fevereiro de 2015 e foi ao ar no dia 11 do mesmo mês. Shownu foi um dos 7 finalistas, tornando-se assim membro e líder de seu atual grupo, MONSTA X, estreado em 14 de Maio de 2015 com o single Trespass.

## Carreira
Eles se deram a conhecer através do projeto "NO.MERCY", um reality de sobrevivência produzido pela Mnet e pela Starship Entertainment para escolher os componentes do novo grupo masculino da "Starship Entertainment". O programa contou com a participação de 12 trainees: JooHeon, WonHo, Shownu, KiHyun, Hyungwon, Minhyuk, KwangJi, YooSu, MinKyun, YoonHo, #GUN , SeokWon e I.M.
Na conferência de imprensa do programa, K.Will & Hyolyn, dois dos mentores, explicaram que os trainees trabalhariam em equipes com vários artistas como Rhymer, San E, Giriboy e Genius Nochang e iriam testar suas habilidades para conseguir ser um dos colocados no grupo. Em 11 de fevereiro, os 7 membros oficiais do grupo chamado "MONSTA X" foram anunciados por meio de uma imagem oficial. Estes seriam: JooHeon, WonHo, Shownu, KiHyun, I.M, HyungWon e MinHyuk. Desde 2015 é membro do grupo MONSTA X. Shownu é o líder e principal dançarino do grupo.
Shownu é o líder do grupo, embora muitas pessoas acreditem que seja Jooheon. Ele era muito tímido antes do início do grupo, ele teve que mudar sua atitude para poder ser escolhido como líder.  Shownu, assim como Jooheon, já era bem conhecido e admirado dentro da Starship Entertainment antes da estréia do grupo.

## Filmografia

### Programas de variedade
| Ano         | Programa                             | Notas                              |
| ----------- | ------------------------------------ | ---------------------------------- |
| 2018        | King of Mask Singer                  | Ep. 137, participou como "Okidoki" |
| 2016 - 2017 | Lipstick Prince                      | ep. #1-22 - membro                 |
| 2016        | Hit the Stage                        | 7 episódios (Ep. #1-2, 5-8, 10)    |
| 2016        | Running Man                          | 2 episódios (Ep. #307, #319)       |
| 2016        | Law of the Jungle in Papua New Guiné | membro - ep. 216 - 219             |
| 2016        | Ultra Dance Festival (UDF)           | -                                  |
| 2016        | Our Neighborhood Sports              | -                                  |
| 2014        | NO.MERCY                             | ep.1-10                            |